# Torre Vieja (Ababuj)
La Torre Vieja es una torre defensiva situada en el municipio turolense de Ababuj (España).

## Historia
Ababuj fue reconquistada por Alfonso II de Aragón y con posterioridad quedó encuadrada en la Comunidad de aldeas de Teruel en la sesma del Campo de Monteagudo. En esta villa existió un castillo que se menciona en documentos Jaime I de Aragón en 1239 pero no parece probable que la torre pertenezca a él. La teoría más factible es que la torre fuera construida por la Comunidad de aldeas para defender a los habitantes del lugar de las continuas incursiones castellanas. Se le llama Torre Vieja para diferenciarla de la Torre Nueva que es el campanario de la iglesia parroquial de Santa Ana.

## Descripción
La torre está construida junto a la población, justo al lado de la ermita de Santa Bárbara controlando el valle del río Alfambra. Se trata de una torre con una base de planta cuadrada que mide aproximadamente 6 metros de lado y 15 de altura, asentada sobre un plinto utilizado para nivelar el terreno. Construida con sillería, ha perdido la cubierta y suelos de madera, aunque mantiene parte del remate almenado. La puerta de acceso está situada a cierta altura del suelo como corresponde a una torre defensiva y no de vigilancia, y se consiste en un arco adovelado ligeramente apuntado. Tiene una ventanas con arco de medio punto en todos sus muros y en uno de ellos hay dos.

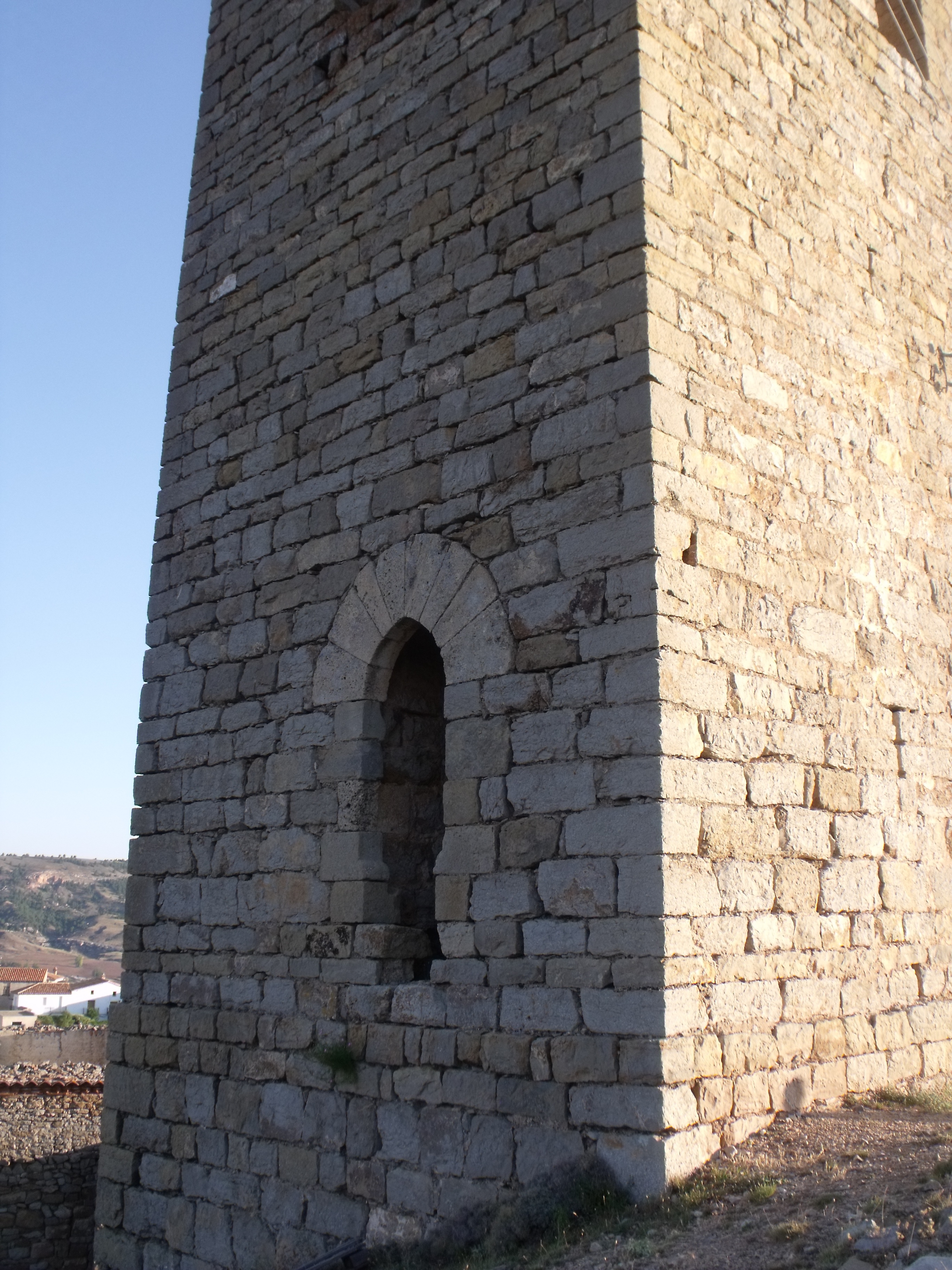
Antigua entrada a la torre en el primer nivel
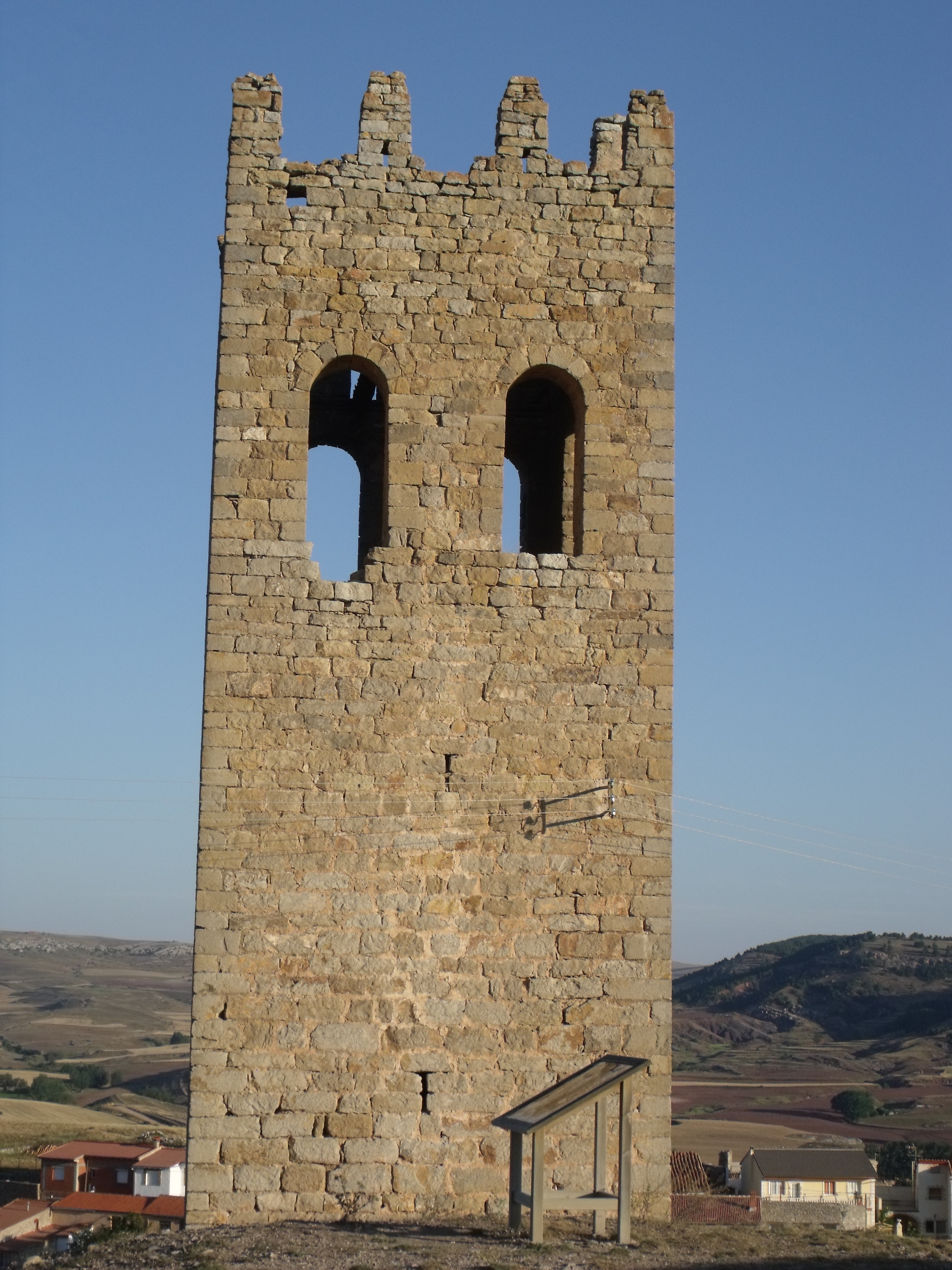
Lado en el que se muestran las dos ventanas de medio punto